# Sâmbăta de Jos
Sâmbăta de Jos – wieś w Rumunii, w okręgu Braszów, w gminie Voila. W 2011 roku liczyła 451 mieszkańców.